# Długa droga do domu (film 1997)
Długa droga do domu (ang. The Long Way Home) – amerykański film dokumentalny z 1997 roku w reżyserii Marka Jonathana Harrisa.

## Nagrody
| Nazwa nagrody | Wygrane                                                                      | Nominacje    |
| ------------- | ---------------------------------------------------------------------------- | ------------ |
| Oscar         | 1998 Najlepszy pełnometrażowy film dokumentalny: Marvin Hier i Richard Trank | 1998 wygrana |